# パッカード

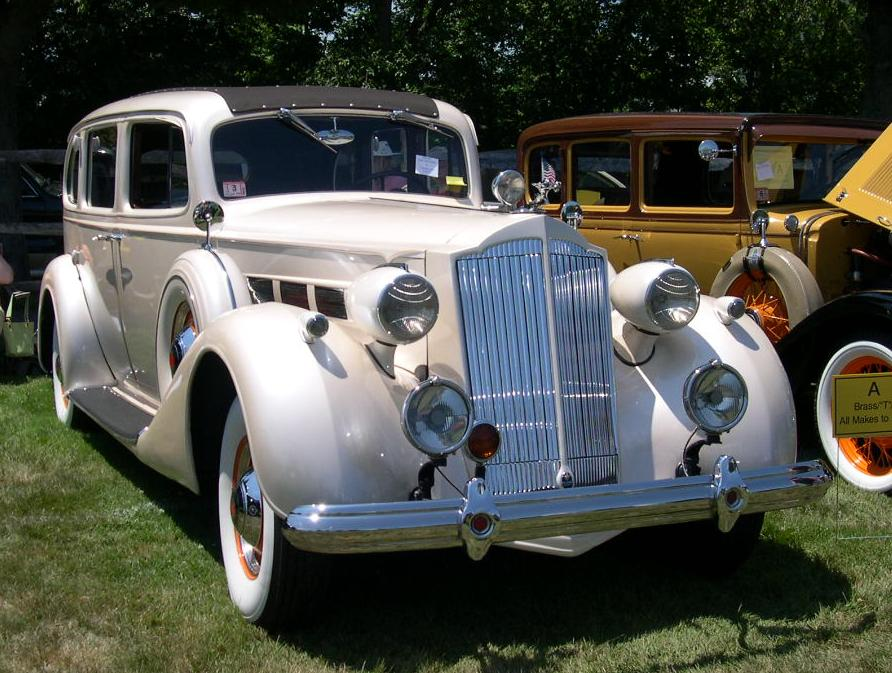
パッカード・スーパーエイト（1937年）

パッカード（Packard ）はかつてアメリカ合衆国に存在した自動車メーカー。
20世紀初頭に創業、高精度・高品質を備える優れた高級車を生産し、「その価値は持ち主に訊け」"Ask the Man Who Owns One."というキャッチコピーと共に名声を得た。第二次世界大戦以前は同じくアメリカのキャデラック、ヨーロッパのロールス・ロイスやデイムラー、イスパノ・スイザ、メルセデス・ベンツなどと並び、世界を代表する名門高級車メーカーであった。
だが1930年代の不況期、中産階級向けの自動車にも進出し、却ってブランドイメージの低下を招き、更に1950年代には品質低下などの凋落を重ね、結果としてブランド・企業とも消滅の運命を辿った。

## 歴史

### 創業

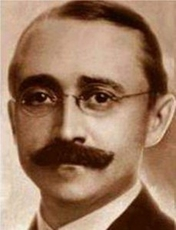
ウィリアム・ダウド・パッカード

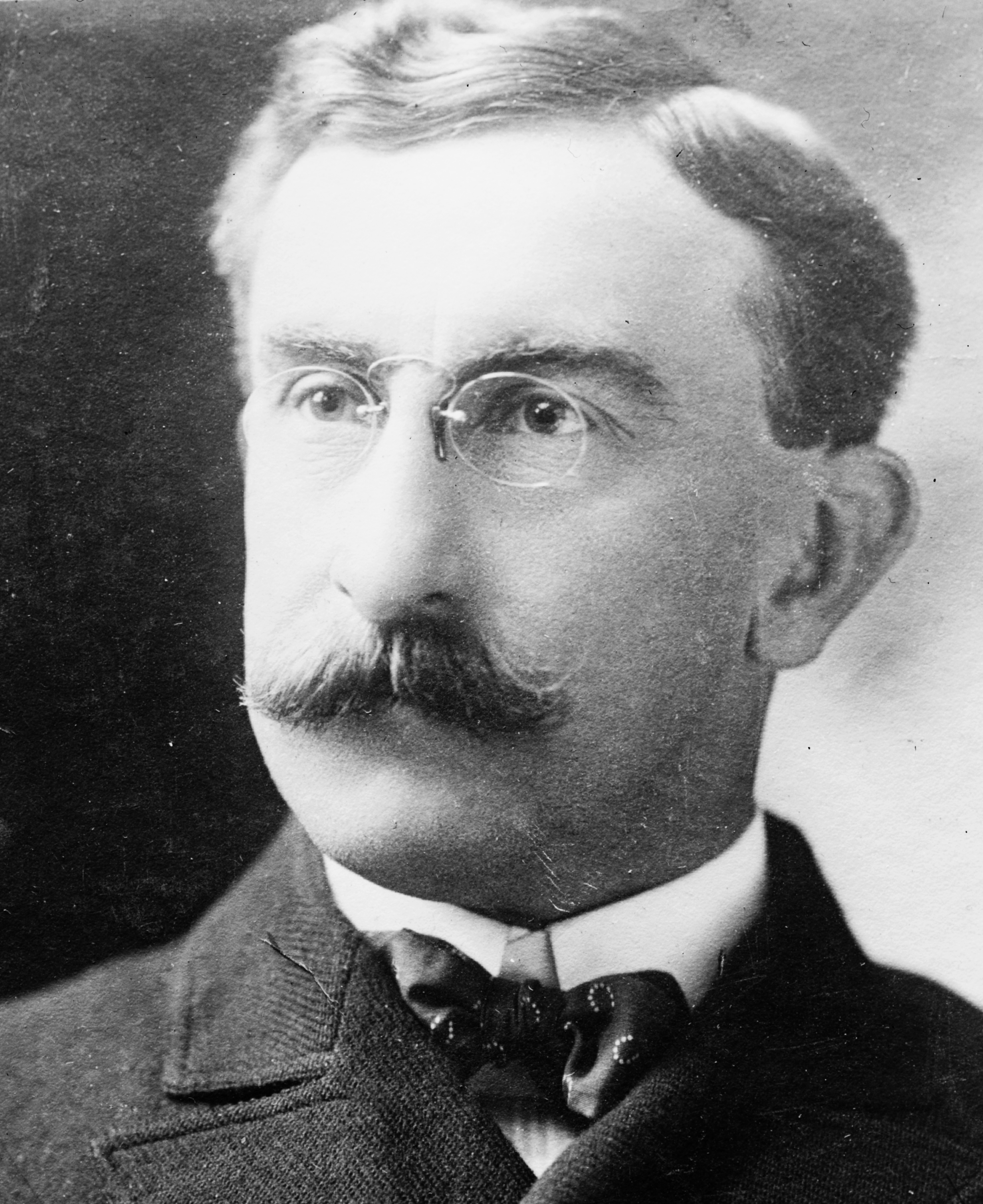
ヘンリー・B・ジョイ

1899年に電気器具商だったジェームズ・ウォード・パッカード（James Ward Packard ）とウィリアム・ダウド・パッカード（William Doud Packard ）兄弟が、ジョージ・ルイス・ワイス（George Lewis Weis ）と手を組んでオハイオ州ウォーレンにパッカード・アンド・ワイスを創業。暮れには第一号車となるオハイオをリリースし、同時に社名もオハイオ・オートモビル・カンパニーに改称した。
自動車開発に参入したのは、アメリカにおける市販ガソリン自動車の先駆ウィントン車を買ったがその出来栄えに不満があったジェームズ・パッカードが、要改良箇所を社主アレクサンダー・ウィントンに指摘するも相手にされず、「自分で作ったらどうだ」と放言されたのがきっかけとされる。
1902年10月2日社名をパッカード・モーターカー・カンパニーに変更、やがて鉄道業と不動産業で財を成したヘンリー・B・ジョイの支援を得て1904年に本拠をデトロイトに移す。早くから価格2000ドルを超えるクラスの高級車生産に重点を置いた。

### 高級車

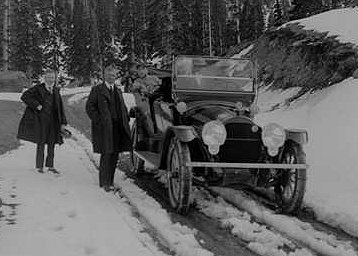
パッカード6(1913年)

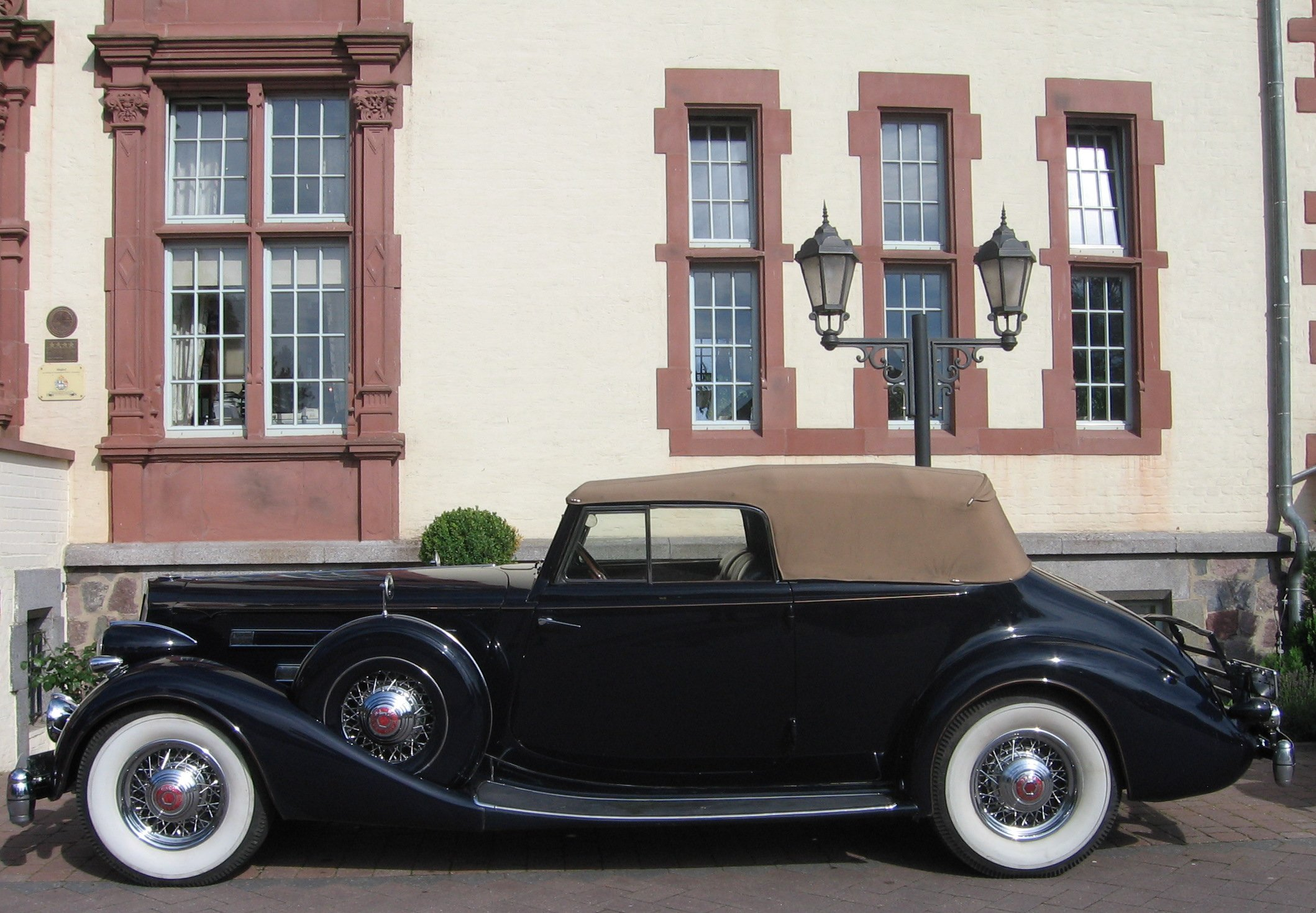
パッカード12

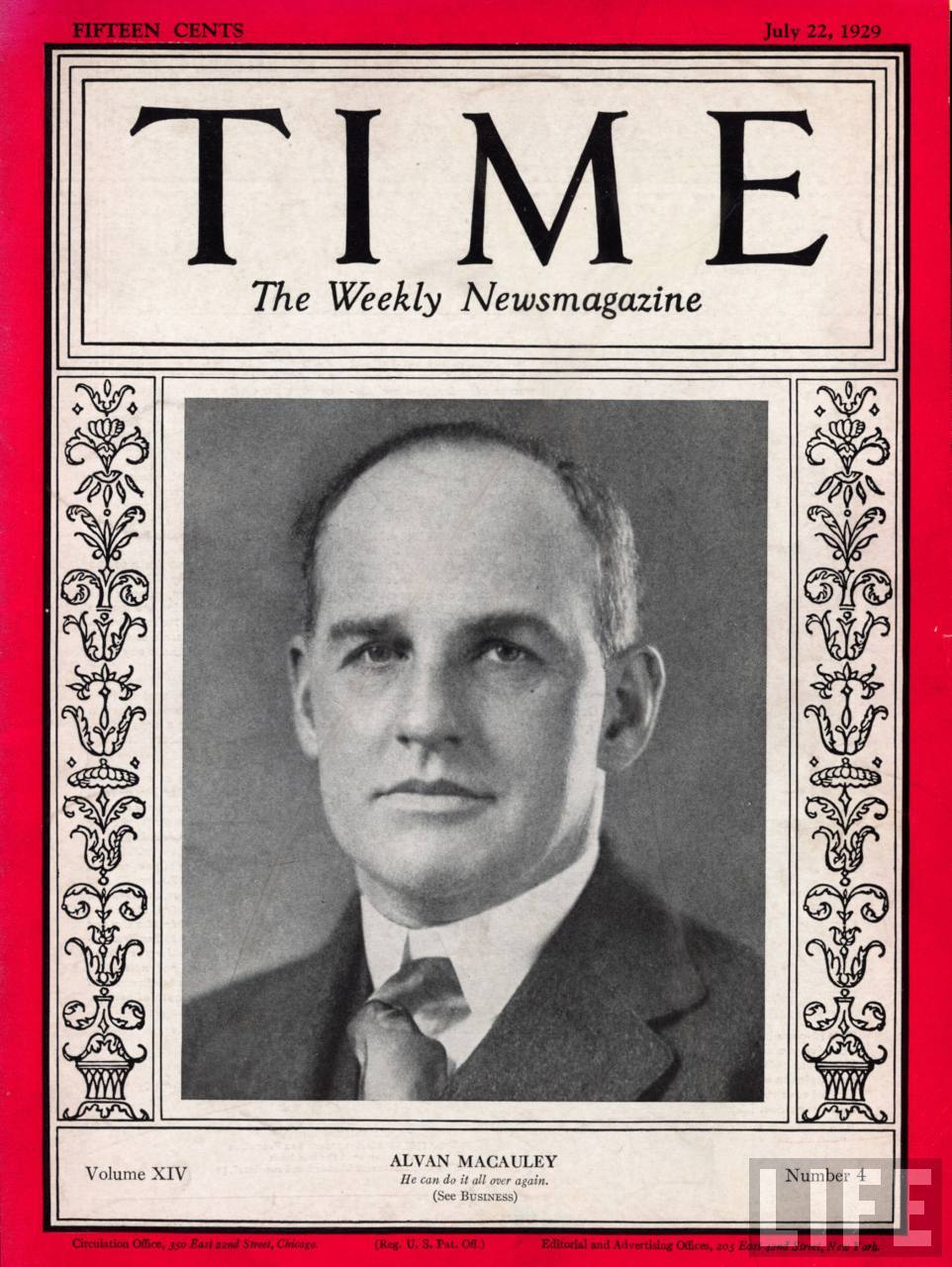
ジェームズ・アルヴィン・マコーレー（1929年、タイム誌表紙）。1910年〜1948年パッカードに在籍。1916年〜1939年の間社長職を務めパッカードの全盛期を主導、1930年代の大不況も乗り切る手腕を見せた。"Ask the Man Who Owns One."のフレーズ考案者ともされる

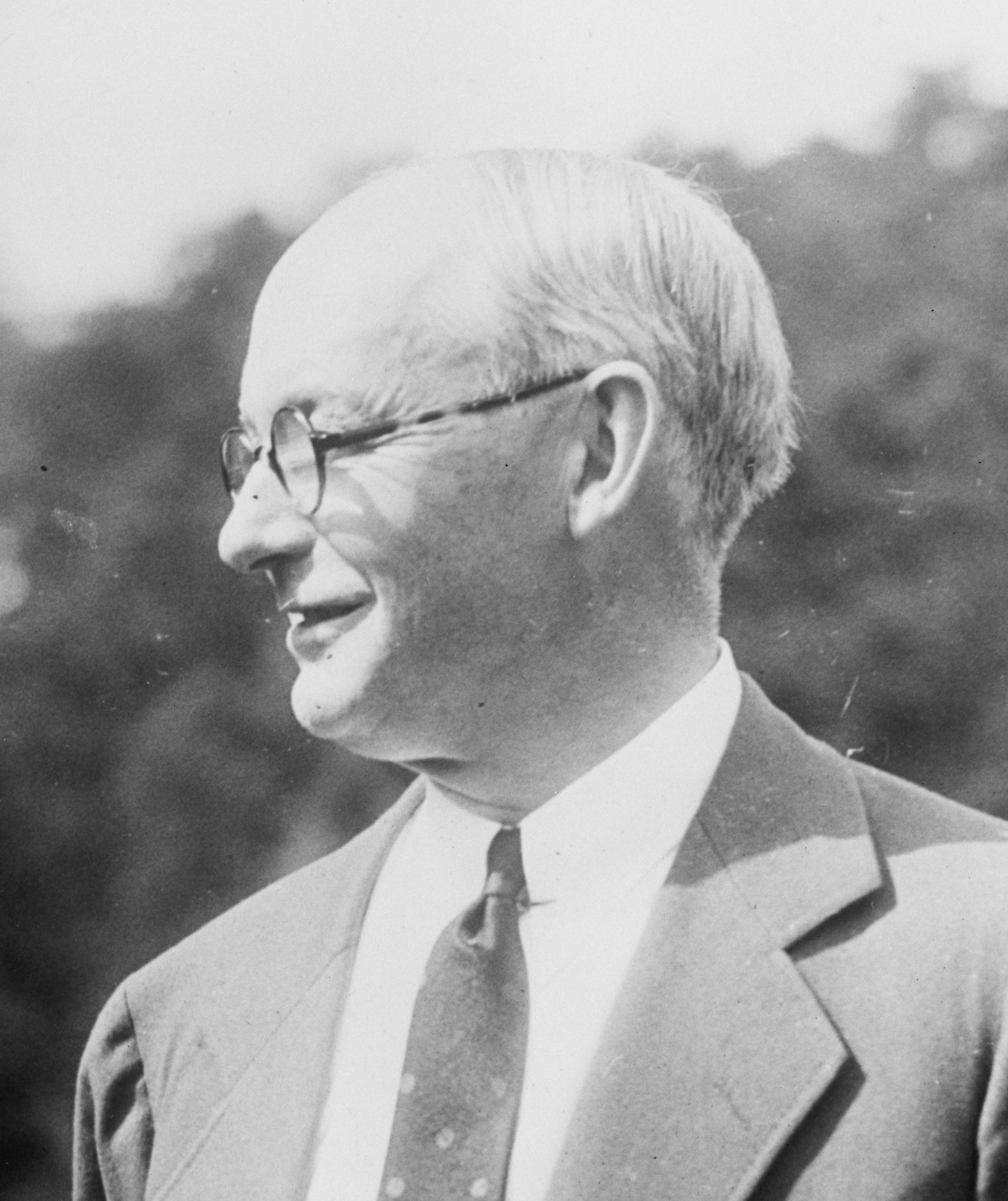
ジェシー・ヴィンセント（1936年撮影）。1912年〜1946年パッカードに在籍、パッカード全盛期の高性能車やリバティ航空エンジンの開発を行った

やがて、ジョイによってアルヴァン・マコーレーが支配人に就任し経営面を取り仕切ると共に、技術部門の責任者であったジェシー・ヴィンセントが高性能のエンジンとシャーシを開発。1915年には当時ほとんど例の無かったV型12気筒エンジンを搭載した乗用車を発売し、高級車メーカーとしての名声を確固とした。その証拠として1920年代にはピアスアロー（英語版）、ピアレス（英語版）とともに高級車の3Pとして親しまれていた。
1912年以降の主力エンジンは直列6気筒であったが、1924年からは直列8気筒エンジンを導入、以後30年に渡り回転が滑らかでトルクの厚い直列8気筒がパッカードの主力エンジンとなった。
"Ask the Man Who Owns One."のコピーは当時から使われ、後年に至るまで多くのパッカードの広告やカタログにこのフレーズが記されている。
1921年には大統領に就任したウォレン・ハーディングがパッカードで就任式典へと赴いている。アメリカ国内では、アル・ジョルソン、ルドルフ・ヴァレンティノといった映画スターやジョン・アスター、ヘンリー・ルースなどの大富豪がパッカードの愛用者となっていた。
アメリカ国外においても、ベルギー、エジプト、インド、ノルウェー、ルーマニア、サウジアラビア、スウェーデン、ユーゴスラビア、チリ、エルサルバドル、メキシコなどで政府公用車や貴賓車として供せられた。
日本でも政府公用車として使用され、昭和戦前には皇室や華族にも愛用される最高級車であった。一般にも「宮様か株屋の乗るもの」と言われ、貴賓層か、あぶく銭を得た投機家でもなければ乗ることのできない自動車と見られていた。竹久夢二による化粧品の広告コピー(1930年)にまでその車名が登場したほどで、知名度は高かった。
パッカードを日本へ初めて輸入したのは内外興業を経営していた藤原俊雄で、12気筒をシャーシで輸入してボディーは築地本願寺前の國井自動車々室製作所に発注した。

### 大恐慌後

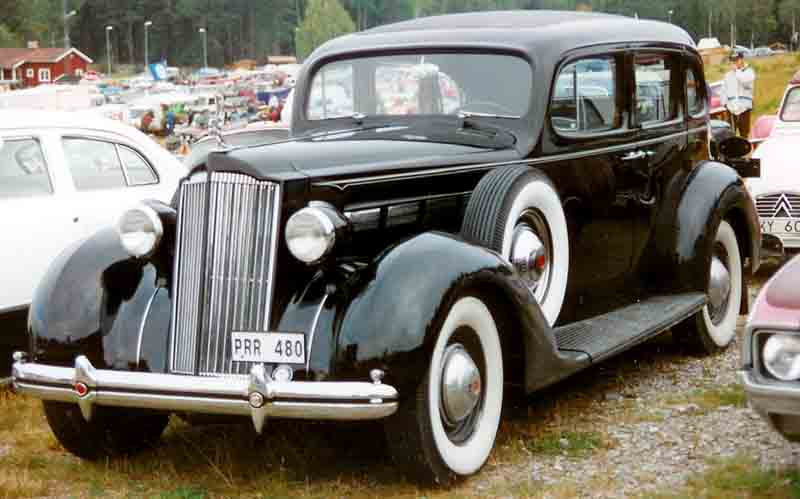
パッカード120

しかし1920年代中期以降、ゼネラルモーターズやフォード・モーターが大衆車から高級車に至るフルラインの販売戦略をとり始め、加えて世界大恐慌によってパッカードの市場であった高級車の売り上げが落ちてきた。
パッカードでは1932年に新型V12気筒の超高級車ツインシックスを発売（翌1933年にトゥエルヴと改称）、3650ドル以上という高価格で最上級層の市場獲得を図る一方、従来主力の8気筒エイトから3割安い1750ドルのライトエイトを市販化して中級車市場へのアプローチを図ったが、製造コストが高く短期間しか生産されなかった。この間にもピアレス、ピアスアローやマーモンなどアメリカの最高級車専業メーカー複数が販売不振から自動車生産を止めるようになっていた。
そこでパッカードは、GMのビュイック等と同様に高級車を大量生産する方向に戦略を転換し、新たな大量生産ラインを構築、1935年に8気筒ながら中級（中価格）カテゴリーに属するパッカード120を発売した。それまでの高級感や品質の良さはそのままに価格を1000〜1100ドル級にまで下げ、GMの上級量販車のビュイック、キャデラックよりやや廉価な高級車ラ・サールと競合する市場に参入した。その結果1935年1月から10月までに24,995台を売り上げる成功を収めたが、在来の高級パッカードの同年の販売実績は合計7000台ほどであり、パッカードの経営は速やかに立ち直った。更に1937年には、既に中級車以下のクラスにカテゴライズされる6気筒エンジンモデル110を投入し、経営の下支えを図った。これらは単に廉価なだけでなく、前輪独立懸架を上級パッカードよりも先に装備するなど進んだ構造を備えた戦略モデルであった。
しかし、パッカードが中産階級向けの車に進出したことは、従来絶対的な高級車であった「パッカード」のブランドイメージを長期的には低下させた失策とも言われている。120や110の雑誌広告では、1910年代のディーラーに展示される最高級車時代のパッカードに、ショーウィンドウ外から憧れる当時の少年を描いたノスタルジックな構図のイラストを掲載し、「かつて憧れだったパッカードが手に入る」というイメージ流布が図られたが、それは量販車種の拡販効果と最高級ブランドの価値毀損との諸刃の剣であった。
同時期には、他の高級車メーカーやフルラインメーカーも、在来高級車より若干下位の大量生産型廉価モデルを発売して販路拡大を図ることで市場縮小に対処したが、その多くは在来高級車と別の車名で差別化するか、サブブランドに収めることでブランドイメージの全体維持を図っていたのである（ゼネラルモーターズがキャデラックの下位に「ラ・サール」ブランドを新設し、フォードがリンカーンの廉価版として、イメージの全く異なる「ゼファー」を発売したのがその例である）。
ともかくも不況期を克服しての経営維持が図られ、世界初のカークーラーの搭載など一定以上の技術力も発揮し続けた。1941年にはハワード・ダーリンのデザインによる量販型新型車のパッカード・クリッパーを発売する。しかしアメリカの第二次世界大戦参戦により軍需生産が優先され、パッカードを含む米国内各自動車メーカーの民生用乗用車生産は、1942年でいったん中止されることになる。

### 大戦後

#### 生産再開期

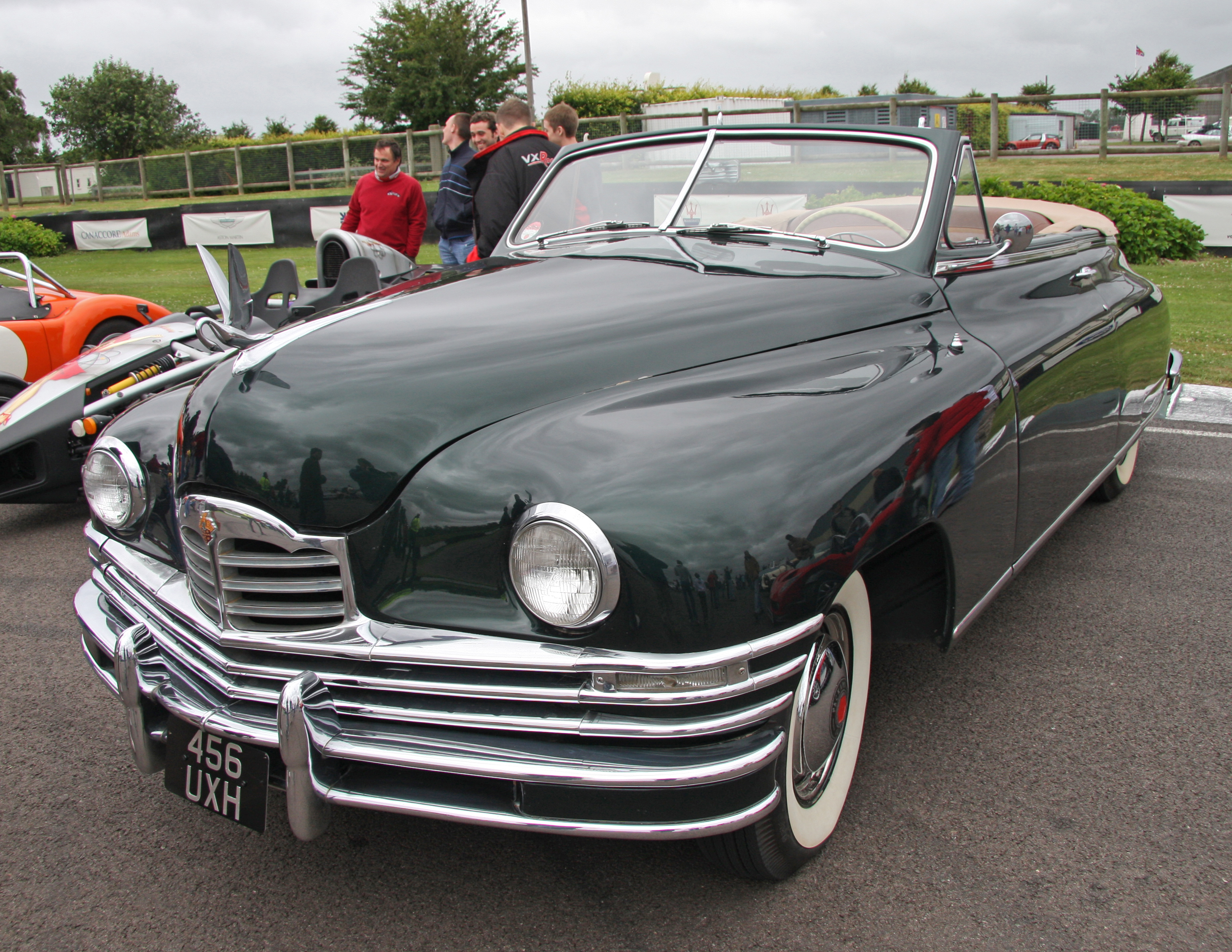
パッカード・スーパーエイト1949年モデル（ビクトリア・コンバーチブル・クーペ）。高品質を維持したが、直列8気筒エンジンとやや鈍重なスタイリングは、当時の最新トレンドから既に一世代遅れていた

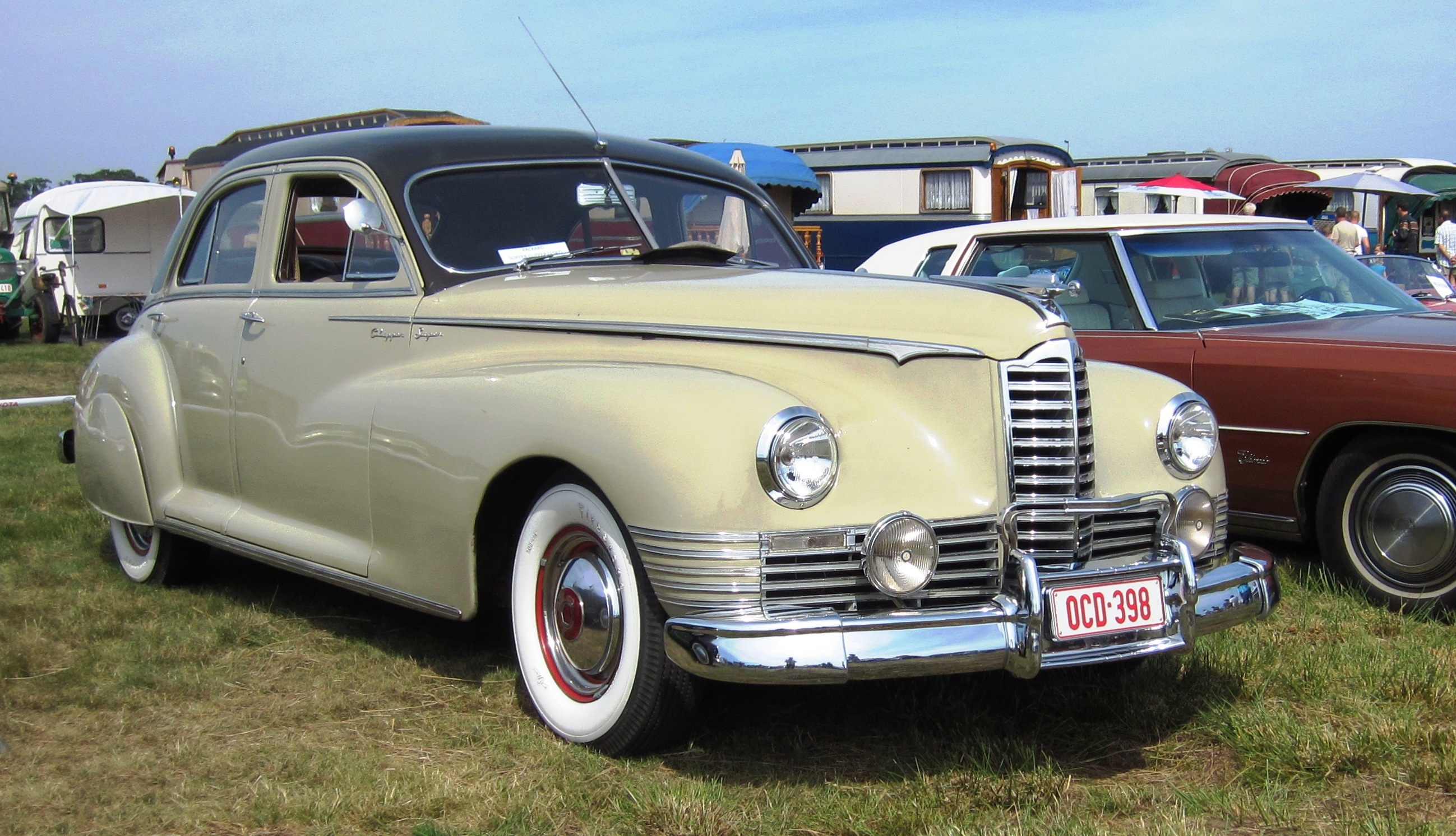
パッカード・クリッパー（1947年）

第二次世界大戦中は乗用車の生産は禁止され、パッカード社は1942年2月からイギリスの航空機用エンジンロールス・ロイス マーリンをライセンス生産した。軍需工場は受注の推移により戦況が予想できたようで、大戦終結前の1945年2月には、早くも民需生産への準備を開始した。
しかし、生産設備を野外に保管していた為、（対策を施していたにもかかわらず）湿気によるダメージを受け、生産開始前に修理が必要になり、実際の生産が本格的にスタートできたのは1946年に入ってからであった。戦後型の生産はクリッパーのみでスタートした。
ソ連の独裁者として君臨していた指導者ヨシフ・スターリンはパッカードの愛用者であった。第二次大戦中の対枢軸国戦略上、スターリンの機嫌を取るため、当時のアメリカ大統領フランクリン・ルーズベルトの仲介で、大型パッカードのプレス型がソ連に売却され、ソ連のZIS（ジス、のちのジル）工場でパッカードそっくりのボディを持つ高級車が生産されたと言われるが、ZISの寸法がパッカードと合わないなどの点からこの説には疑義もある。
クリッパーは1947年まで生産されたが、登場時は革新的なスタイルだったクリッパーもこの頃にはさすがに古さを感じさせるようになり、1948年型では大規模なマイナーチェンジで大幅なイメージチェンジを図った。ノーズ回りにはハワード・ダーリンのデザインを残したまま、ボディサイド部分を当時流行した幅広のフラッシュサイドに近づけるアップデート措置であった。実際のデザイン作業を行ったのは、大手の名門ボディメーカーであり、1941年以来パッカードのボディ製作を請け負っていたブリッグス社である。また、このモデルからステーションワゴンとコンバーチブルが新たに加わった。
更にGMが先駆けたオートマティックトランスミッションの導入に対抗するため、1949年には自社開発のトルクコンバーター式2段AT「ウルトラマチック」を1950年モデルのオプションとして発売、フォードやクライスラーに先行した。
しかし当時、1948年下期までにはアメリカの主要メーカーのほとんどが戦後型への完全なモデルチェンジを完了しており、パッカードの市場競争力は下がり気味で、車格は戦前のキャディラック、リンカーン同格から、ビュイック級にまで下がりつつあった。
パッカードは遅ればせながら3年後の1951年型で戦後初めてフルモデルチェンジした。この1951年型は、パッカードにとって戦後初の全くの新型車である。ボディデザインはチーフスタイリストのジョン･ラインハートが担当した。
経営面では1952年5月にジェイムス･J･ナンスが社長に就任、従来の大衆化路線を見直し、高級車としての権威を回復する路線に転換した。これを受け1953年型ではロングホイールベースモデルや、セミカスタムモデルが復活し、モデル名としてクリッパーの名称も復活した。オプションとしてパワーステアリングも投入されたが、この時点でもエンジンは静かだが旧式化したサイドバルブ直列8気筒で、競合各車のV型8気筒移行から遅れを取っていた。

#### 凋落期

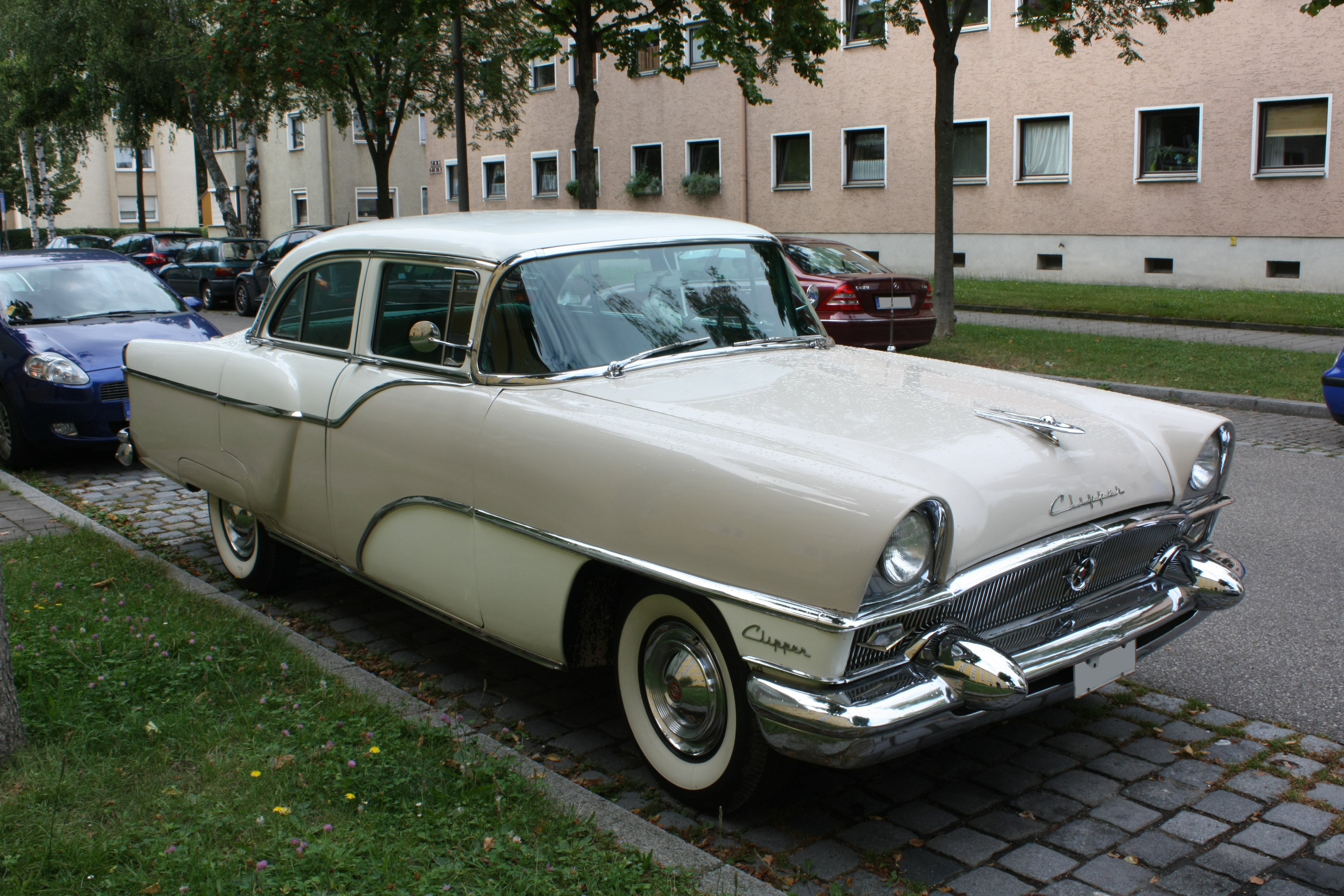
パッカード・クリッパー(1955年)

ビッグスリーの寡占化圧力が強まっていた1953年末、パッカードにとって非常に困難な事態が発生した。パッカード車のボディ製造を請け負っていたブリッグス社が、経営問題に乗じる形でライバルのクライスラーに買収され、パッカード車のボディの生産が出来なくなるという事態が生じたのである。交渉の結果1954年型の生産は継続されることになったが、それ以降は拒絶され、1955年型以降は他社に依頼するか自社で生産するかの選択を迫られた。パッカード社はブリッグス社の空いている工場を借り、ボディのみならず、最終組み立てもその工場で自社で行うと決定した。
1955年型は資金不足のため、1951年以来のボディにラインハートの後任であるディック・ティーグが大きく手を入れたビッグマイナーチェンジ版で、1954年下期に待望されていたパッカード初のV型8気筒エンジン付、トーションバーと電気モーターを用いた前後関連式の車高自動調整式サスペンションを用いたモデルを発売。販売は一時上向いたものの、急ごしらえのラインで不慣れな工員に生産をさせたことが災いし、品質は低下、クレームが多発した。品質水準は徐々に回復したが、解決までには1年以上を要し、パッカードのイメージと信用は大いに傷ついた。

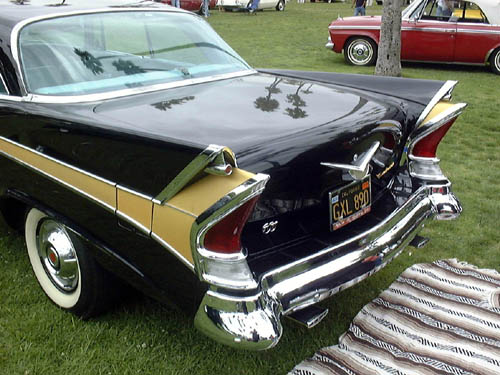
最終期のパッカードのリア部
_{スチュードベーカーのマークがついているため、スチュードパッカードと渾名された。}

経営が悪化したパッカード社は、1954年には中堅独立系メーカーのナッシュ・モーターズとハドソン・モーター・カーの合同で成立したアメリカン・モーターズ(AMC)との提携を模索し、ナッシュ・ハドソンになかったV型8気筒エンジン供給で提携した（エンジン開発コストを外部供給で回収しようとした）が、AMCトップで市場競争力のある小型車重点政策を推進したジョージ・ロムニーらの慎重さによってそれ以上の関係には至らず、パッカードエンジンが高価であったことから、AMCが自前のV型8気筒を開発した1956年にはこの提携も途絶えた。
結局パッカードは、1954年10月に中堅の中級車メーカーのスチュードベーカーを吸収合併し、スチュードベーカー=パッカード社に改組し苦境を乗り切ろうとしたものの、一方のスチュードベーカーは、業界きっての高い人件費などが災いし、慢性的な高コスト体質を抱えて経営状態は良くなかった。また合併直後にスチュードベーカー側が損益分岐点（生産台数）を少なく見積もっていたという帳簿上のミスが発覚した。両社の合併に際しては、事前精査なしのフレンドリーな話し合いで契約を結んでいたため、契約前に状況把握ができていなかったのである。このような経営では事態は改善できず、また、多大な設備投資や防衛システムの受注失敗などもあり、1956年には危機的状況に陥った。
GMやフォード、クライスラー等に支援を要請したが断られ、最終的に1956年8月に3年の期限付きで航空機メーカーのカーチス・ライトと経営顧問契約を結んだ。だがカーチス社の真の目的は子会社化したスチュードベーカー=パッカード社の累積赤字を利用して業績の良いカーチス社の税金を相殺（節税）することにあったと言われており、そのためにスチュードベーカー=パッカード社の業績は全く好転せず、契約が切れるとカーチス社は手を引きスチュードベーカー=パッカード社の業績はますます悪化した。
前後するが、1955年には車名の「クリッパー」が商標権の侵害であるとしてパンアメリカン航空から訴えられ、1956年型は、後車軸のリコール問題を起こすなど、高いブランド性と高品質を誇ったかつてのパッカードからは考えられないトラブルが頻発した。
ブランドイメージ低下に加え、品質面での劣化も明らかになるなどで、市場の信頼は急速に低下し、販売は大幅に落ち込んだ。このためパッカードに見切りを付け、他ブランド車（キャディラックやリンカーンなど）に乗り換えるユーザーや、取り扱い車種を他ブランド車に鞍替えする販売店も続出した。
販売台数の減少によりスチュードベーカーと異なる独自のシャシー、ボディを使用し続けることがコスト的に困難になり、1956年モデルを最後にデトロイトの旧ブリッグス工場でのパッカード生産とパッカードオリジナルのV8エンジン搭載は終了、1957年型以降はスチュードベーカーのボディシェル・V型8気筒エンジンを共用して豪華に飾り立てたものに成り下がり、生産もインディアナ州サウスベンドのスチュードベーカー工場に移管された。「スチュードパッカード（Studepackard）」や「スチュードパック（Studepack）」、「パックベーカー（Packbaker）」といった不名誉なニックネームを頂戴したのはこの頃である。この頃には社の将来を見きった人材流出も顕著になった。のちに自身の自動車会社を設立した技術者ジョン・デロリアンは1956年にパッカードからGMに移籍してポンティアックやシボレーで活躍することになり、同時期にパックベーカーの仕事を最後に退職したディック・ティーグは1959年にAMCに採用されてのちにデザイン担当副社長まで務めた。
その後も他社への支援の要請や、次期型の開発などパッカード延命の努力も続けられたが、経営陣は、パッカードブランドの存続は困難との結論に達し、結局、パッカードブランドでの自動車製造は1958年に打ち切られ、ブランドは消滅した。また、1962年にスチュードベーカー=パッカード社はスチュードベーカー社に社名変更し、会社名からもパッカードの名が消され、自動車メーカーとしてのパッカードの歴史は名実共に幕を閉じた。

## 車種一覧
- 110
- 120
- 160
- 180
- 200
- 250
- 300
- 400
- バルボア
- キャバリエ
- クリッパー(エイト)
- ホーク
- メイフェア
- パトリシアン
- リクエスト
- スーパーエイト
- パンサー
- パンアメリカン

## 日本での販売
藤原俊雄が有楽町で営んでいた藤原商会を起源に内外興業を経た三柏商会 により大正末期に輸入販売され、1931年に、三菱財閥や川崎財閥等により東京の赤坂に設立された三和自動車（後にミツワ自動車に社名変更）が日本総代理店（朝鮮半島などの植民地も含む） となった。同社はパッカードブランド車が消滅するまで代理店を務め、満州国の総代理店も務めた。なお、1950年頃に西日本での販売権はウエスタン自動車（ヤナセの子会社、後にメルセデス・ベンツの輸入権を獲得）に移管された。
なお、日中戦争の激化と国産車の保護政策により1940年に外国車の輸入が中断されるまでの間に、多数のパッカードが日本とその統治下に輸入され、皇族や華族、軍部や政財界の上層部に愛用された。